# Iglesia de la Resurrección (Abu Gosh)
La Iglesia de la Resurrección o la Iglesia de los Cruzados en Abu Gosh (en hebreo: הכנסייה הצלבנית באבו גוש; en latín: Ecclesia Resurrectionis Domini Nostri Iesu) es el nombre que recibe un edificio religioso católico que consiste en una estructura de la época de los cruzados que perteneció a los caballeros hospitalarios, y que hoy es una parte del monasterio benedictino Santa María de la Resurrección en Abu Gosh, en el centro de Israel.

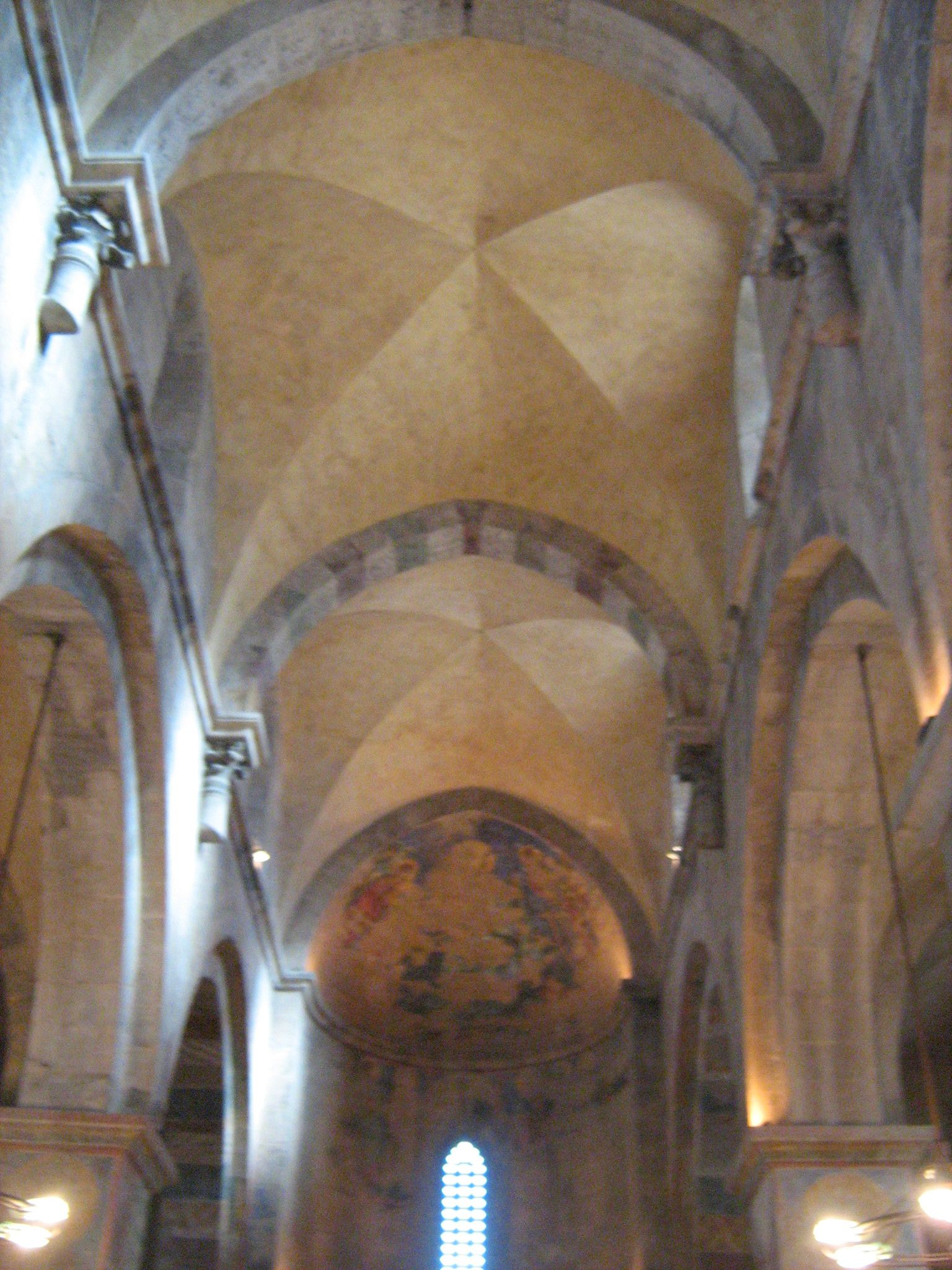
Vista interna

La iglesia está situada en un lugar que fue interpretado como el descrito en Lucas como Emaús. La iglesia cruzada era probablemente más una iglesia bizantina, y esta a su vez fue construido sobre una fortaleza romana. 
En el 1141 llegaron a Abu Gosh los hospitalarios que construyeron la iglesia de la resurrección como una fortaleza. Pero en 1187 los cruzados fueron expulsados del lugar por el sultán Saladino, aunque la iglesia, a diferencia de muchos otros templos cristianos de los cruzados, no fue destruida o convertida en mezquita.
En 1899, la iglesia fue comprada por el Estado francés y a partir de 1901 usada por los benedictinos de Francia. En 1956, la iglesia fue puesta bajo la administración de los vicentinos. Hoy en día es parte de un complejo monasterio católico mixto tanto para hombres como mujeres.